# Питман, Герберт
Герберт Джон «Берт» Питман (англ. Herbert John "Bert" Pitman; 20 ноября 1877 — 2 декабря 1961) — третий офицер лайнера «Титаник». Был единственным офицером, не состоявшим в рядах Королевского военно-морского резерва.

## Биография
Питман родился в деревне близ Саттон-Монтис (Сомерсет, Англия). Он был сыном фермера Генри Питмана и Сары Марчант Питман. После смерти отца в 1880 году Сара вышла замуж за Чарльза Кенди. По переписи 1881 года семья, владевшая 112 акрами земли, состояла из брата, сестры и овдовевшей матери.
Питман впервые вышел в море в 1895 году в возрасте 18 лет в составе торгового флота. Обучался в Навигационном департаменте торгово-технического флота, а в 1906 году прошёл квалификацию капитана торгового судна. В 1904 году, в течение шести месяцев, служил палубным офицером в компании «Блю-Энчор Лайн». В 1906 году перешёл в «Уайт Стар Лайн». До 1912 года Питман служил в качестве четвёртого, третьего и второго офицера на лайнерах «Долфин» и «Манжестик» и четвёртым офицером на «Океанике».

## На борту «Титаника»
Питман получил телеграмму о переводе на Титаник рано утром 26 марта 1912 года в Ливерпуле. Там он забрал свой билет в Белфаст, куда прибыл на следующий день. 10 апреля 1912 года Питман наблюдал на корме за отсоединением швартов, и захватом лайнера буксиром. Когда «Титаник» вышел в море в обязанности Питмана входило определение координат корабля по звёздам, отклонение компаса, общее наблюдение за палубами и руководство интендантами.
Во время столкновения корабля с айсбергом Питман спал в каюте офицеров. Он описал толчок от удара, как «скрежет якорной цепи». В каюту вошёл четвёртый офицер Боксхолл и сообщил, что судно столкнулось с айсбергом. Питману было приказано подготовить шлюпки с правого борта к спуску. Мёрдок приказал ему взять на себя командование спасательной шлюпкой номер 5. Перед спуском Мёрдок пожал руку Питману и произнёс: «До свидания, удачи!».
Через час после спуска шлюпки Питман понял, что корабль обречён. Он наблюдал за происходящим с расстояния 400 метров и был единственным, кто утверждал, что «Титаник» не разломился на части. Как только корма скрылась под водой Питман посмотрел на часы и произнёс: «Это в 2:20». Услышав крики людей он принял решение вернуться, но другие находившиеся в шлюпке боялись быть перевёрнутыми, и Питман отменил приказ. Это решение потом не давало ему покоя всю оставшуюся жизнь.
Питман вместе с другими пассажирами был спасён лайнером «Карпатия» и доставлен на пирс 54 в Нью-Йорке 18 апреля. Там он давал показания на заседании Американского следственного комитета. Как и другим его коллегам, Питману было разрешено покинуть Нью-Йорк 2 мая. После возвращения в Англию он давал показания на заседании Британского следственного комитета.

## Последние годы жизни
После гибели «Титаника» Питман служил на кораблях «Океаник» и «Олимпик». В 1920-е годы он перешёл в компанию «Албион Компани Лтд.». В 1922 году Питман женился на Милдрен Кальман из Новой Зеландии. Во время Второй мировой войны он служил в качестве интенданта на борту «Матароа». Весной 1946 года Питман ушёл в отставку. 7 декабря 1961 года Герберт Питман умер от субарахноидального кровоизлияния в возрасте 84 лет.
В апреле 1998 года несколько личных вещей Питмана были проданы на аукционе «Сотбис».

## В массовой культуре
В фильме 1997 года Питмана сыграл Кевин Де Ла Ной.